# نورث پلات (نبراسکا)
نورث پلات(به انگلیسی: North Platte) شهری در ایالت نبراسکا کشور ایالات متحده آمریکا است که جمعیت آن در سرشماری سال ۲۰۱۰ میلادی، ۲۴٬۷۳۳ نفر بوده‌است. هوارد باسکرویل، قهرمان آمریکائی جنبش مشروطه ایران متولد این شهر است.